# Carrouge (Fluss)
Der Carrouge ist ein gut 16 km langer linker Nebenfluss der Broye im Kanton Waadt der Schweiz. Er entwässert einen Abschnitt des Waadtländer Mittellandes und gehört zum Einzugsbereich des Rheins.

## Name
Benannt ist der Carrouge nach dem Dorf Carrouge, das ursprünglich auf das lateinische Wort quadrivium (Kreuzung) zurückgeht.

## Geographie

### Verlauf
Das Quellgebiet des Carrouge befindet sich auf ungefähr 850 m ü. M. in den Waldhöhen des Jorat bei der Siedlung Mollie Margot, die zur Gemeinde Savigny gehört. In seinem Oberlauf wird der Bach Flon genannt. Er fliesst zunächst nach Osten, bevor er sich bei Servion nach Norden wendet. Der Carrouge nimmt nun eine breite Talmulde ein und weist ein konstantes Gefälle von etwa 2 % auf. Das Carrouge-Tal verläuft parallel zu den Flusstälern der Bressonne im Westen und der oberen Broye im Osten; zwischen den Tälern liegen die vom Jorat nach Nordnordosten auslaufenden Hügelrücken.
Bei Vucherens tieft sich der Carrouge allmählich in die Molasseschichten der Umgebung ein und bildet im Unterlauf ein dicht bewaldetes Kerbtal. Bereits in der Talniederung der Broye südwestlich von Moudon angekommen, mündet die Bressonne in den Carrouge und dieser mündet nach rund 400 m in die Broye.

### Einzugsgebiet
Das Einzugsgebiet des Carrouge ist 50,9 km² gross und wird durch ihn über die Broye, die Aare und den Rhein zur Nordsee entwässert.
Es besteht zu 33,1 % aus bestockter Fläche, zu 58,2 % aus Landwirtschaftsfläche und zu 8,5 % aus Siedlungsfläche.
Flächenverteilung
Die Mittlere Höhe des Einzugsgebietes beträgt 763 m ü. M., die Minimale Höhe liegt bei  525 m ü. M. und die Maximale Höhe bei 929 m ü. M.

### Zuflüsse
- Le Geseau (rechts), 1,1 km
- Le Riau (links), 1,7 km, 1,66 km²
- Le Sendon (links), 2,0 km, 1,54 km²
- La Bressonne (links), 16,0 km, 32,31 km², 0,68 m³/s

## Hydrologie
An der Mündung der Carrouge in die Broye beträgt seine modellierte mittlere Abflussmenge (MQ) 1,07 m³/s. Sein Abflussregimetyp ist pluvial jurassien und seine Abflussvariabilität beträgt 26.
Die Abflussmenge des Carrouge schwankt im Laufe des Jahres relativ stark.
Die höchsten Wasserstände wurden für die Monaten Dezember bis März ermittelt. Ihren Höchststand erreicht die Abflussmenge mit 1,76 m³/s im Februar. Von März an geht die Schüttung Monat für Monat merklich zurück und erreicht ihren niedrigsten Stand im August mit 0,38 m³/s, um im September wieder von Monat zu Monat stetig anzusteigen.
Der  modellierte monatliche mittlere Abfluss (MQ) des Carrouge in m³/s

## Charakter
Der Bachlauf des Carrouge ist auf weite Strecken in natürlichem oder naturnahem Zustand erhalten. Er wird auch in den offenen Talabschnitten meist von einem schmalen Waldsaum begleitet. Der Carrouge ist durch ein pluviales Abflussregime geprägt. Seine Wasserkraft wurde früher an verschiedenen Orten für den Betrieb von Mühlen genutzt.